# Teatro romano de Cádiz
El teatro romano de Cádiz o Teatro de Balbo (Theatrum Balbi  en latín) se descubrió en el año 1980 en unas excavaciones arqueológicas destinadas a localizar el Castillo de la Villa. Hasta entonces solamente se habían visto algunas de sus galerías interiores sin identificar a que edificio pertenecían.
Desde 1980 hasta ahora se han ido sucediendo las actuaciones de recuperación del teatro romano de Gades. Actualmente, cuenta con un centro de interpretación al que se accede desde la calle Mesón, 11-13 (Barrio de El Pópulo), en el que se pueden observar mediante pozos excavados en el suelo distintas zonas del teatro, como el escenario, la orchestra o las gradas de la proedria. Además, el centro ofrece al visitante la posibilidad de ver la cavea del teatro a través de grandes ventanales, conocer su historia por medio de paneles informativos, restos arqueológicos y un audiovisual en el que se muestra cómo era este edificio. Se puede acceder a la galería del teatro a través de uno de sus vomitorios, excavado bajo el suelo de la Posada del Mesón, un edificio que está junto al centro de interpretación. Asimismo, desde la galería se puede acceder por una pasarela a una zona acotada de la grada. El teatro fue abandonado en el siglo III. Sobre sus ruinas los musulmanes edificaron una alcazaba. En el siglo XIII el rey Alfonso X El Sabio reconquistó la ciudad y amplió la fortaleza musulmana, dando lugar al Castillo medieval o Castillo de la Villa. Hoy en día, hay edificios que se superponen al teatro como la Guardería Municipal, la Posada del Mesón, la Casa de Estopiñán y la Casa de Contaduría, construcciones que conforman parte del barrio del Pópulo, que conserva en sus calles el trazado del antiguo barrio medieval, las murallas y tres de sus antiguas puertas.
El Teatro de Cádiz tiene ciertas características que lo diferencian del resto de teatros romanos hallados hasta la fecha, como son:
- Es el segundo teatro más grande de la Hispania romana, superado solamente por el de Córdoba por escasos metros. El diámetro de la cavea[3] del teatro romano de Cádiz es de 118 metros y su aforo sería de alrededor de diez mil espectadores,[4] bastantes si tenemos en cuenta que su población rondaría los cincuenta mil habitantes.
- Es el teatro más antiguo entre los conocidos hasta ahora de la Península.[5]
- Es de los pocos edificios públicos de la Hispania Romana a los cuales personajes tan relevantes como Cicerón o el historiador griego Estrabón mencionan en sus obras. En una carta de Asinio Polión (entonces gobernador de la Bética) a Cicerón, se dice que Balbo el Menor, fundador de la neápolis (la ciudad nueva), representó en el teatro de Gades una obra escrita por el mismo, que recordaba su colaboración con Julio César y que en este mismo teatro hizo de una vez las elecciones de dos años, reservó catorce gradas de asientos a los caballeros gaditanos, premió a un actor con el anillo de los caballeros y a otro actor lo mandó ejecutar por ser muy feo.

## Historia

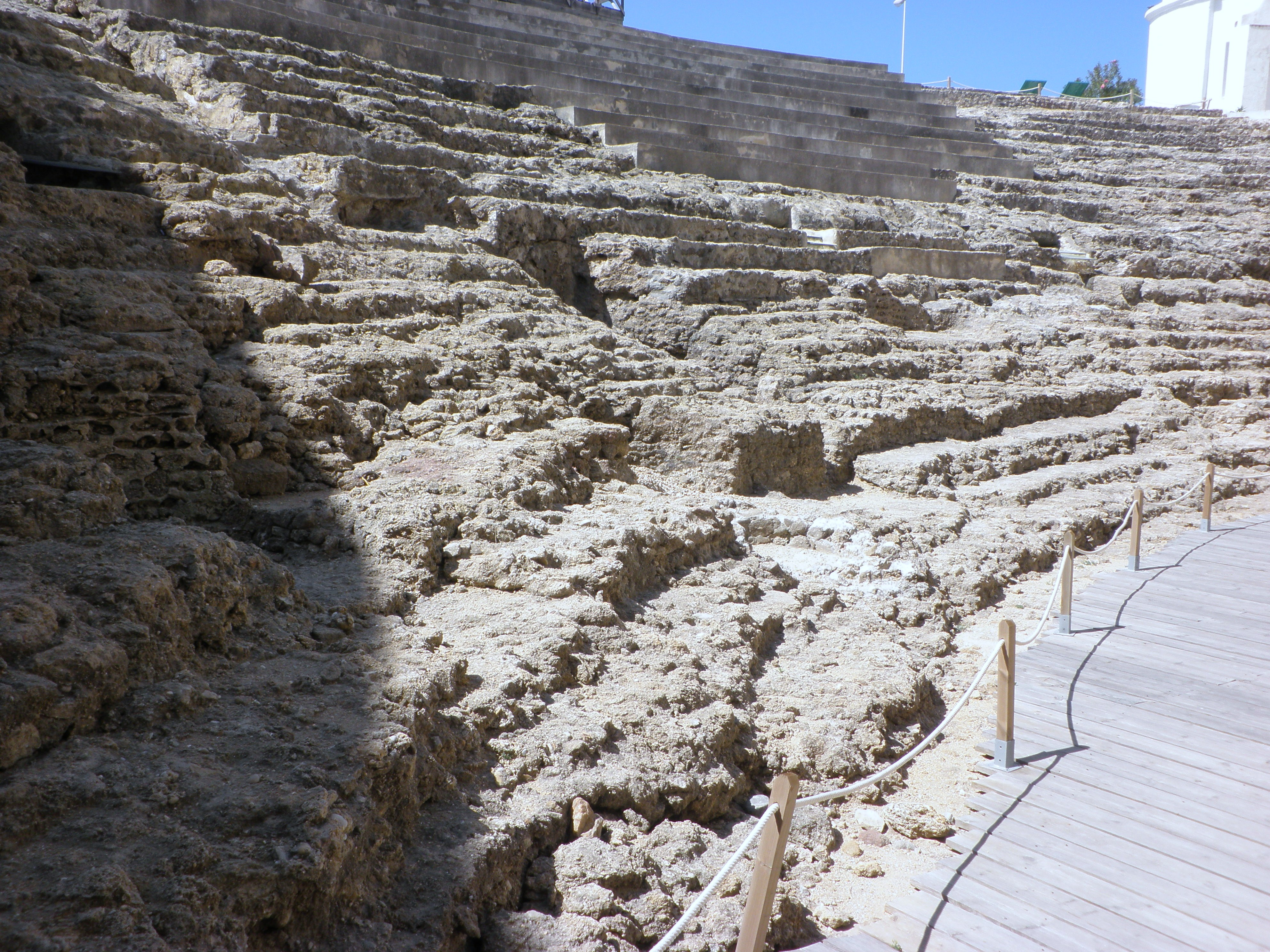
Teatro romano de Cádiz, España, 2013.

Cuenta Estrabón que los gaditanos en un principio vivían en una ciudad muy pequeña; "más Bálbos el Gaditanós, que alcanzó los honores del triunfo, levantóles otra que llaman Nueva; de ambas surgió Didyme, cuyo perímetro, aunque no pasa de veinte estadios, es lo suficientemente grande para no sentirse agobiada de espacio". Y así se inició la construcción de la Neápolis y la de un teatro que, actualmente, está considerado como el más antiguo y el segundo más grande de Hispania. Todo un ejemplo del esplendor que vivió Gades en la Antigüedad clásica.
El edificio se abandonó a finales del siglo III y fue saqueado a partir de la centuria siguiente, aunque en época tardorromana, islámica y cristiano-medieval, los restos de su estructura fueron utilizados como almacenes, cuadras, parte de viviendas, etc.
El teatro romano de Cádiz surgió "dentro de los planes urbanísticos de una familia gaditana, los Balbo, en su intención de dotar a su ciudad de importantes edificios públicos, a imitación de su capital, Roma", cuenta el arqueólogo Ángel Muñoz Vicente. Los Balbo proyectaron ampliar el antiguo asentamiento fenicio construyendo otro nuevo junto a él. Este núcleo urbanístico es conocido como Neápolis, y de él se conocen, además del teatro, numerosos restos urbanos excavados en los últimos años. "Igualmente tenemos noticias de la existencia de otro importante edificio público, el anfiteatro, en el barrio adyacente al Pópulo, el de Santa María, en las cercanías de las actuales Puertas de Tierra", apunta Muñoz, para quien el teatro romano es "uno de los pocos edificios antiguos de nuestra Península que cuenta con referencias directas de los autores importantes de la época. Así, Cicerón, refiriéndose al mandato político de Balbo en Cádiz, alude a ciertos usos del edificio por este personaje en beneficio propio".
Si los restos del anfiteatro fueron visibles al menos hasta el siglo XVI –su perímetro aparece representado en un grabado de esa época de Antón de las Viñas– el teatro, por el contrario, estaba ya cubierto, o sus estructuras reutilizadas e integradas en la villa medieval erigida por Alfonso X el Sabio en el siglo XIII.
Del teatro no se sabía nada fuera de los textos clásicos, entre los cuales algunos indicios señalan que ya en el año 44 a. C. se habían representado en Gades obras de teatro como Iter, una autobiografía de Lucio Cornelio Balbo el Menor, para conmemorar su elección como magistrado local y en la que narraba su intervención en las guerras civiles; crónicas posteriores relatan que el propio autor lloró al contemplar la representación y recordar a Julio César, que había sido asesinado solo unos meses antes. También se habla del teatro en las Cartas a familiares de Cicerón en 43 a. C.: Asinio Polión, en carta a Cicerón afirma que, en los juegos organizados por Balbo en Gades, había en el teatro catorce filas de asientos reservadas a los caballeros.
Y aunque desde el siglo XVIII existen referencias a subterráneos en la zona –sin duda relacionadas con algunas de las galerías del monumento, y que hablan de pozos que permiten acceder a una rotonda con asientos de mármol– hubo que esperar hasta octubre de 1980 para que, de una manera inesperada y casual, afloraran los restos del teatro.
En 1980 los sondeos arqueológicos encargados por el Ministerio de Cultura al entonces director del museo de Cádiz, Ramón Corzo Sánchez, para delimitar la zona de expropiación para descubrir la alcazaba medieval deparara el hallazgo del monumento romano. Posteriores catas permitieron localizar las gradas superiores, y, poco a poco, se excavó un tramo de la galería y del graderío.
Hoy, del teatro romano perduran un buen número de filas de gradas de la media cavea y se han documentado las gradas inferiores de la ima cavea y la proedria, además de parte de la orchestra. Piedra ostionera, mármol y Hormigón romano, mortero de cal con piedras y un revestimiento de cal son los materiales con los que se construyó el monumento.

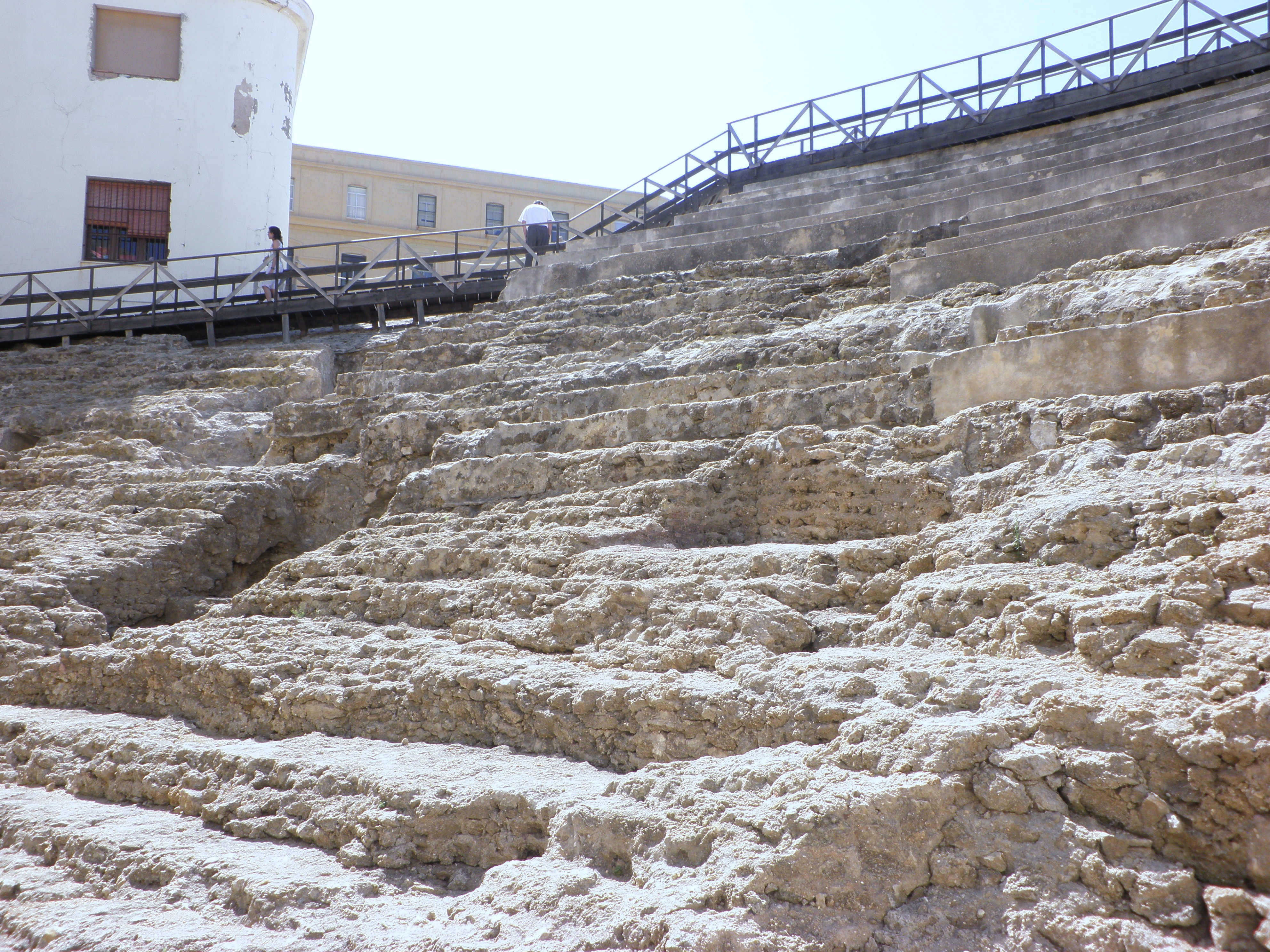
Teatro Romano de Cádiz, España, 2013.

Ángel Muñoz indica que el sector superior de la summa cavea ha desaparecido tanto por la utilización de sus materiales para construir inmuebles en la época medieval como por la propia acción del mar. Pero junto a este sector socavado se ha conservado "excepcionalmente", dentro de otras construcciones, un tramo de muro curvo que corresponde a la fachada trasera del teatro, "así como parte del entramado que sostendría el graderío y el inicio de un pasillo o deambulatorio tras la fachada".
Entre esta zona y la primera línea de gradas conservadas se observa también una hilada de sillares de piedra ostionera "que quizás corresponda a la pared lateral de mayor radio de una galería superior, perdida en su mayor parte al arrancar la misma desde la cota de suelo que hoy pisamos". Por el oeste, el graderío se adentra bajo el ábside de la Catedral Vieja, la Casa de Contaduría eclesiástica, la Posada del Mesón y la Casa de Estopiñán, que conserva restos en la planta baja. Y por el extremo oriental el graderío entra bajo la Guardería Municipal y, por consiguiente, bajo los cimientos del castillo medieval.
Otro sondeo permitió en 1999 comprobar la existencia de otra bóveda simétrica a la documentada en la Casa de Estopiñán y permitía establecer la orientación del monumento y su diámetro: 120 metros.
Para Muñoz, el futuro del teatro "pasaría por un replanteamiento de la ordenación urbanística actual de un grupo de inmuebles de escaso o nulo valor arquitectónico e histórico" del siglo XIX, "cuyo derribo permitiría sacar a la luz el resto del edificio, pudiéndose visualizar totalmente la orchestra, el resto del graderío y la scaena del teatro más antiguo de Hispania".
Un nuevo proyecto de rehabilitación prevé recuperar el acceso primigenio y el perfil de su graderío. Desde el año 2017 hasta 2020, el proyecto de rehabilitación y restauración, dotado con 4.908.618 €, se propondrá mejorar los accesos y reforzar la relación e integración del enclave con su entorno urbano. El objetivo es dar valor al yacimiento “desde el punto de vista cultural, patrimonial y turístico”.

## Descripción
Como era habitual en la arquitectura romana, se utilizó un desnivel del propio terreno para construirlo en la colina que aún hoy es la zona del Campo del Sur. Las técnicas constructivas son las características de la etapa republicana, sobre todo usaban el hormigón (opus caementicium), mortero de cal, piedra ostionera y arena con técnica de sillares sobre él en el exterior.
Todos los teatros romanos eran en realidad una representación de la sociedad romana y sus clases sociales bien diferenciadas se sentaban separadas en las distintas zonas del teatro:
- El porticus en la Summa Cavea era la zona más alejada del escenario, ahí se situaban las mujeres y los niños.
- Summa cavea, donde estaban los libertos, esclavos, mendigos, transeúntes...
- Media cavea, donde se colocaría el público en general, trabajadores libres, ciudadanos, funcionarios públicos...
- La ima cavea estaba destinada para los equites, sector de la población con alta capacidad económica. Existía una ley que obligaba a reservar las primeras 14 filas de los edificios de espectáculos públicos para los equites. En el caso de Gades se menciona que había 500 équites,[6] lo que da idea de la importancia económica que tenía la ciudad.
- Proedria. Tres filas de asientos, los más cercanos al escenario, situados sobre la orchestra y destinados para las clases sociales más altas, como senadores, magistrados, sacerdotes...
- Orchestra. Es la zona semicircular entre el graderío y el escenario. Mientras que en el teatro griego esta zona era tenía utilidad escénica, en el teatro romano se reservaba para asientos de las clases sociales más altas.
- Scaena. El escenario, donde los actores representaban las obras, mimo, pantomima, tragedias, comedias...
- Scaenae frons. Portada de tres pisos, adornada con columnas y estatuas del emperador y de dioses que cerraba el frente del teatro. Solían tener pantallas giratorias para cambiar de decorado y plataformas móviles, así como otros recursos escénicos, como cabestrantes que trasladaban a los actores de arriba abajo de la escena para representar a los dioses.

## Técnica constructiva

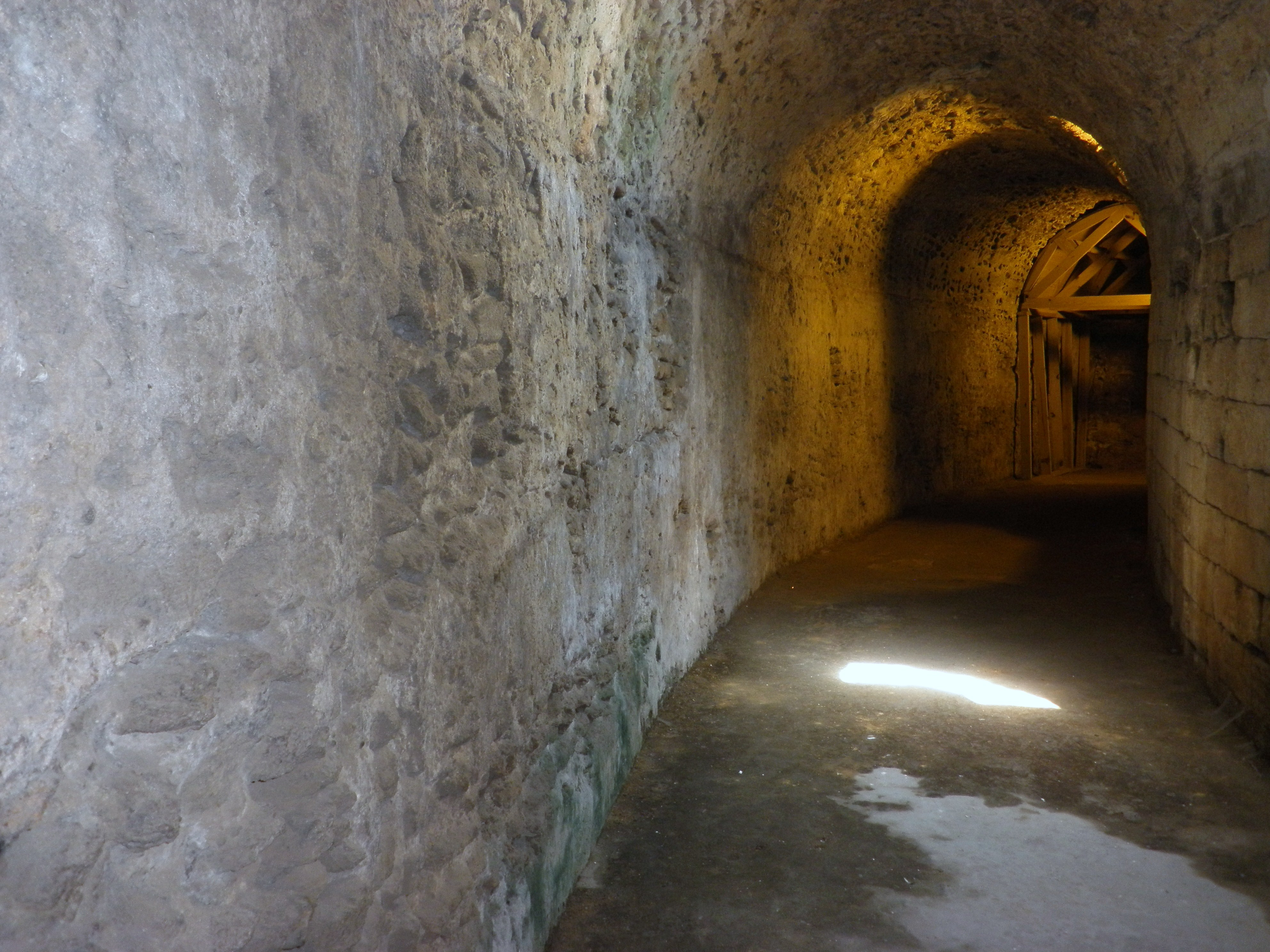
Galería bajo las gradas.

La excavación solo ha dejado al descubierto una porción del edificio, parte del graderío y la galería que discurre bajo él, pero por ella podemos hacernos una idea aproximada de sus características. Se levantó aprovechando parcialmente la pendiente del terreno para apoyar sobre ella el graderío. Las ruinas de la escena y el pórtico que se abriría tras la orchestra permanecen sepultadas bajo el caserío del barrio del Pópulo.
Las técnicas constructivas son características de la etapa republicana; sobre la mampostería y el aparejo isodomo (sillares puestos en hiladas iguales) predomina el hormigón, opus caementicium, mortero de cal, trozos de piedra ostionera y arena. Con él se modeló todo el graderío y sobre él se dispusieron lo asientos, construidos con sillares de piedra ostionera, mientras que a partir de la orchestra iba cubierta de mármol, al igual que todo el frente escénico.

### Estructuras
Entrando en las ruinas, vemos que la summa cavea desapareció probablemente por la acción del mar, mientras que los sillares del resto del graderío se reutilizó en edificaciones medievales. El graderío, o cavea, aparece dividido en tres sectores. La summa cavea podría estar basada sobre muros anulares y radiales y constituida por un armazón de vigas de madera, quizás cubierta con un toldo o velarium apoyado en postes de madera. Perdura la mayoría de las filas correspondientes a la media cavea, la ima cavea, la proedria y parte de la orchestra; además de la galería abovedada, que se encuentra en muy buen estado de conservación.

### La galería
Otro importante sector excavado es un amplio tramo de la galería que canalizaba la circulación de espectadores para acceder desde el exterior a los asientos de la zona inferior del graderío. Es de amplias dimensiones y se cubre con una bóveda anular de medio punto o de cañón. 
Para construirla fue necesario recortar previamente la roca natural y luego, con sillares perfectamente labrados en la misma piedra, se levantó el muro externo, mientras en la parte inmediata al terreno natural se hizo un muro de hormigón de la misma altura. Sobre ambos se dispusieron cimbras de madera para formar la bóveda también con hormigón.

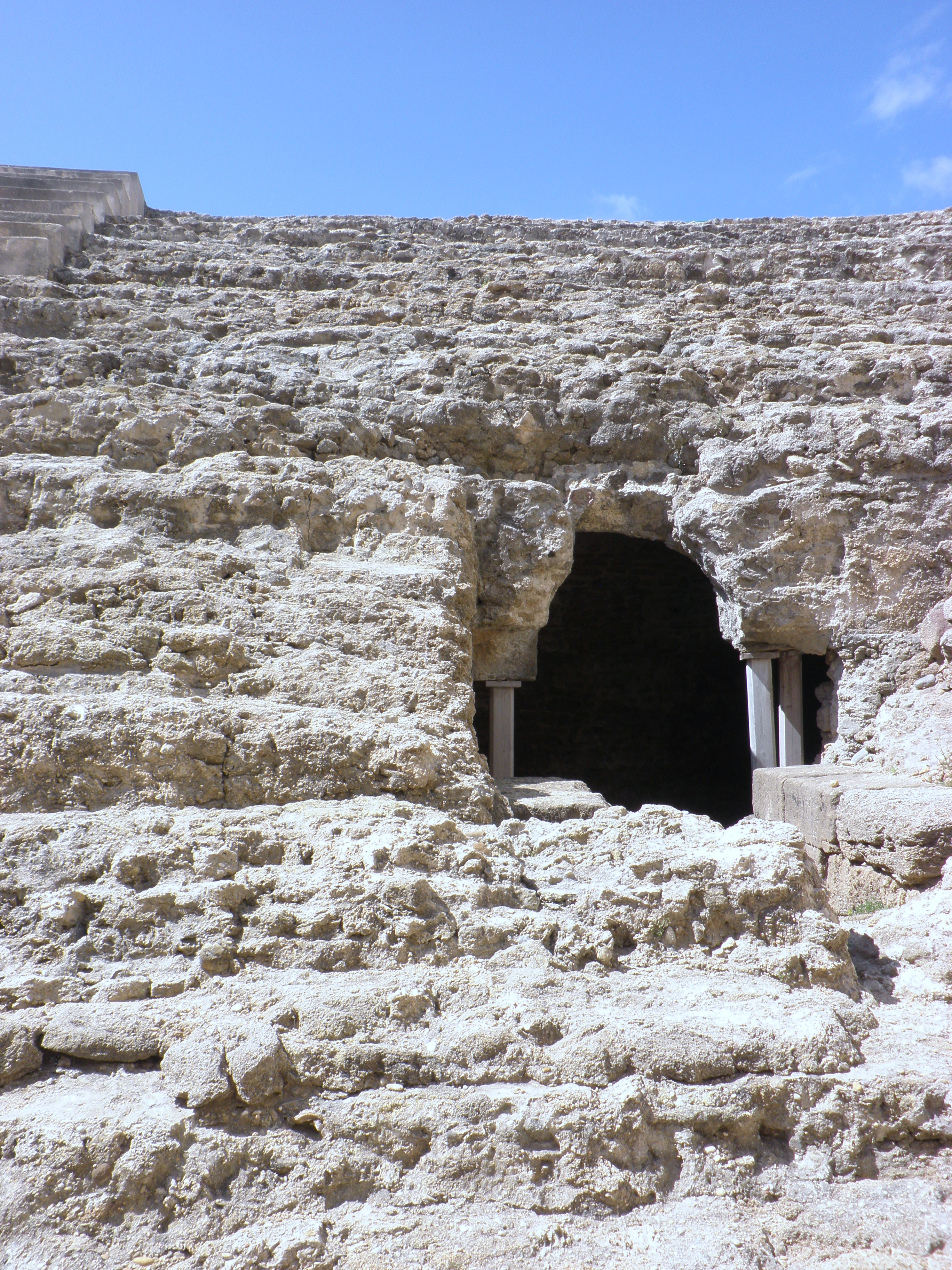
Vomitorio en las gradas.

En el muro exterior se abren los vanos o vomitoria que comunican con el graderío, además de los lucernarios para iluminar el espacio de la galería. Se han localizado los cuatro vomitorios con los que contaba el teatro de Gades. En estos accesos observamos huellas de una reforma que debió realizarse cuando el edificio aún estaba en construcción.
El diseño original disponía una serie de escalones para salvar el desnivel existente entre la galería y el graderío, pero, por causas desconocidas, posiblemente problemas en la evacuación de las aguas pluviales, hubo que elevar el pavimento de la galería y en consecuencia anular parte de los escalones cubriéndolos con una rampa de sillería para salvar el nuevo desnivel.
En las zonas donde se ha destruido la rampa podemos observar que algunos escalones quedaron incluso sin terminar de tallar, labor que debía realizarse una vez colocados. Otros, que sí están acabados, no presentan el desgaste lógico provocado por el uso. Como consecuencia de esas transformaciones fue necesario transformar también la zona superior de los vomitorios, aumentando su altura.
Esta galería permanecía casi completamente colmatada hasta finales del siglo XX, ya que en ella desembocaba una antigua cloaca.

## Decoración
El que era el mayor teatro romano de Hispania debió tener, pese a ser el más antiguo también, una decoración acorde con sus dimensiones. En el museo de Cádiz se conservan trozos de cornisas de mármol con delicados adornos vegetales, además de varios fragmentos de frisos del frente escénico y varios tambores de columnas de alabastro y mármol africano, también de la escena. También se han recuperado fragmentos de capiteles de columna, figurando hojas de acanto y volutas.

## Centro de interpretación del Teatro romano de Gades
El Centro de Interpretación del Theatrum Balbi (Teatro de Balbo) permite contextualizar los restos arqueológicos del edificio romano dentro del urbanismo de la ciudad de Gades, su trascendencia en la formación de la ciudad medieval y el actual Barrio del Pópulo, a través de paneles explicativos, imágenes, maquetas, pozos arqueológicos y recursos audiovisuales.
- Dirección: Barrio del Pópulo. Calle Mesón, 11-13
- Teléfono: 856 904 211
- Precio: Entrada gratuita
- Horario:

- Del 1 de abril al 30 de septiembre: De lunes a sábado de 11:00 a 17:00 horas, domingos de 10:00 a 14:00 horas.
- Del 1 de octubre al 31 de marzo: De lunes a sábado de 10:00 a 16:30 horas, domingos de 10:00 a 14:00 horas.